# Hauerland

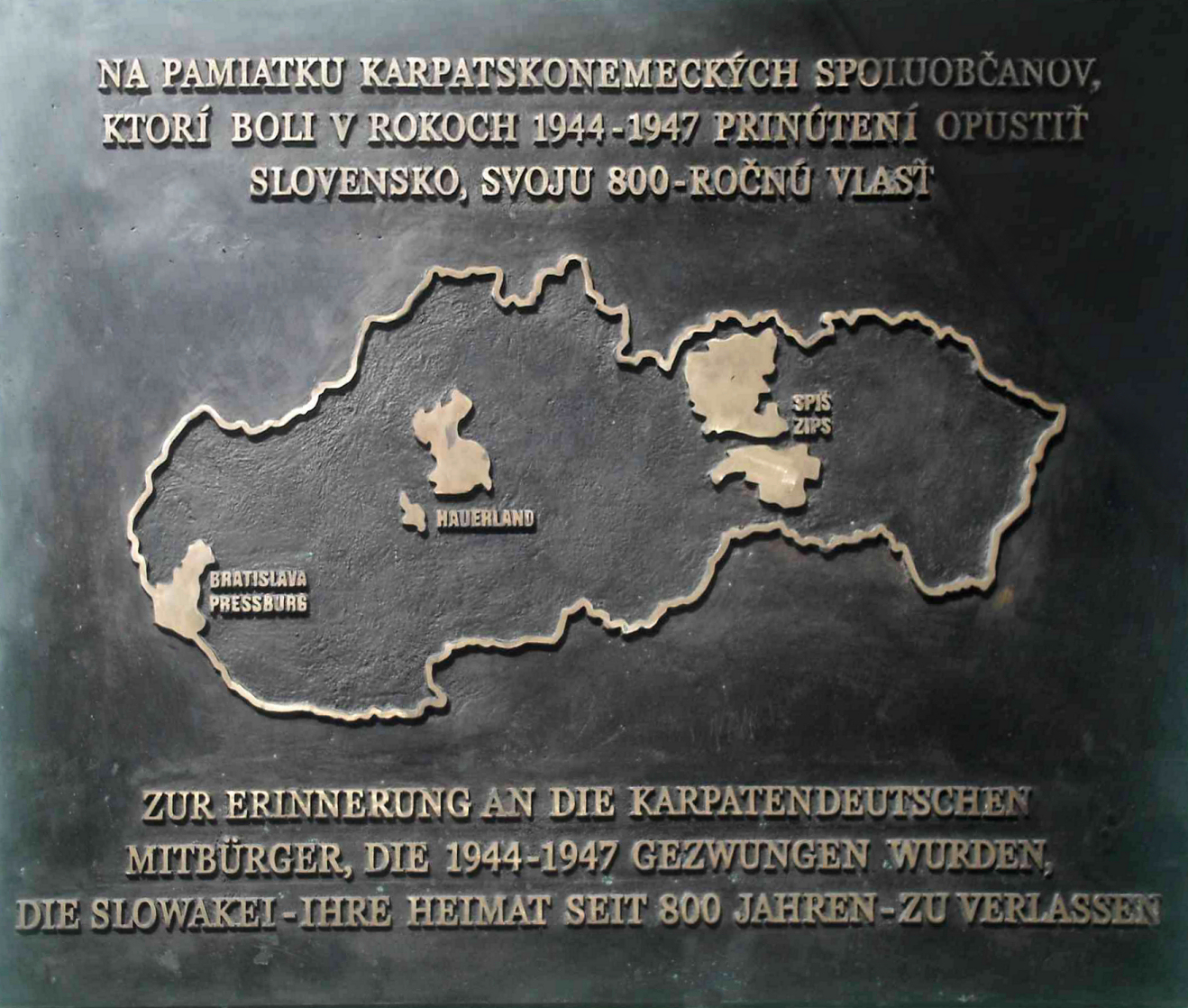
Erinnerungstafel zum Gedenken an die Vertreibung der deutschstämmigen Bevölkerung aus den bedeutendsten Siedlungsgebieten der Slowakei.

Das Hauerland oder Hauland ist eine Sammelbezeichnung für die bis zur Mitte des 20. Jahrhunderts bestehenden deutschen Sprachinseln der Mittelslowakei, vor allem für jene um die Städte Kremnitz (slowakisch Kremnica, ungarisch Körmöcbánya), Deutschproben (slowakisch Nitrianske Pravno, ungarisch Németpróna) und Hochwies (slowakisch Veľké Pole, ungarisch Pálosnagymező).
Diese Bezeichnung „Hauland“ oder „Hauerland“ hat sich an Stelle von Einzelbezeichnungen (wie Kremnitz-Deutschprobner Sprachinsel) Ende der 1930er oder 1950er Jahre durchgesetzt. Sie stammt wahrscheinlich von Josef Hanika und wurde von Ambros Grosz propagiert.

## Geschichte
Entstanden sind die Ortschaften im Rahmen der deutschen Ostsiedlung im 14. Jahrhundert. In heutiger Terminologie werden ihre Bewohner der Gruppe der Karpatendeutschen zugerechnet.
Die deutschen Sprachinseln bestanden bis zur Flucht und Vertreibung der Deutschen aus Ostmitteleuropa im Gefolge des Zweiten Weltkriegs.

## Gemeinden

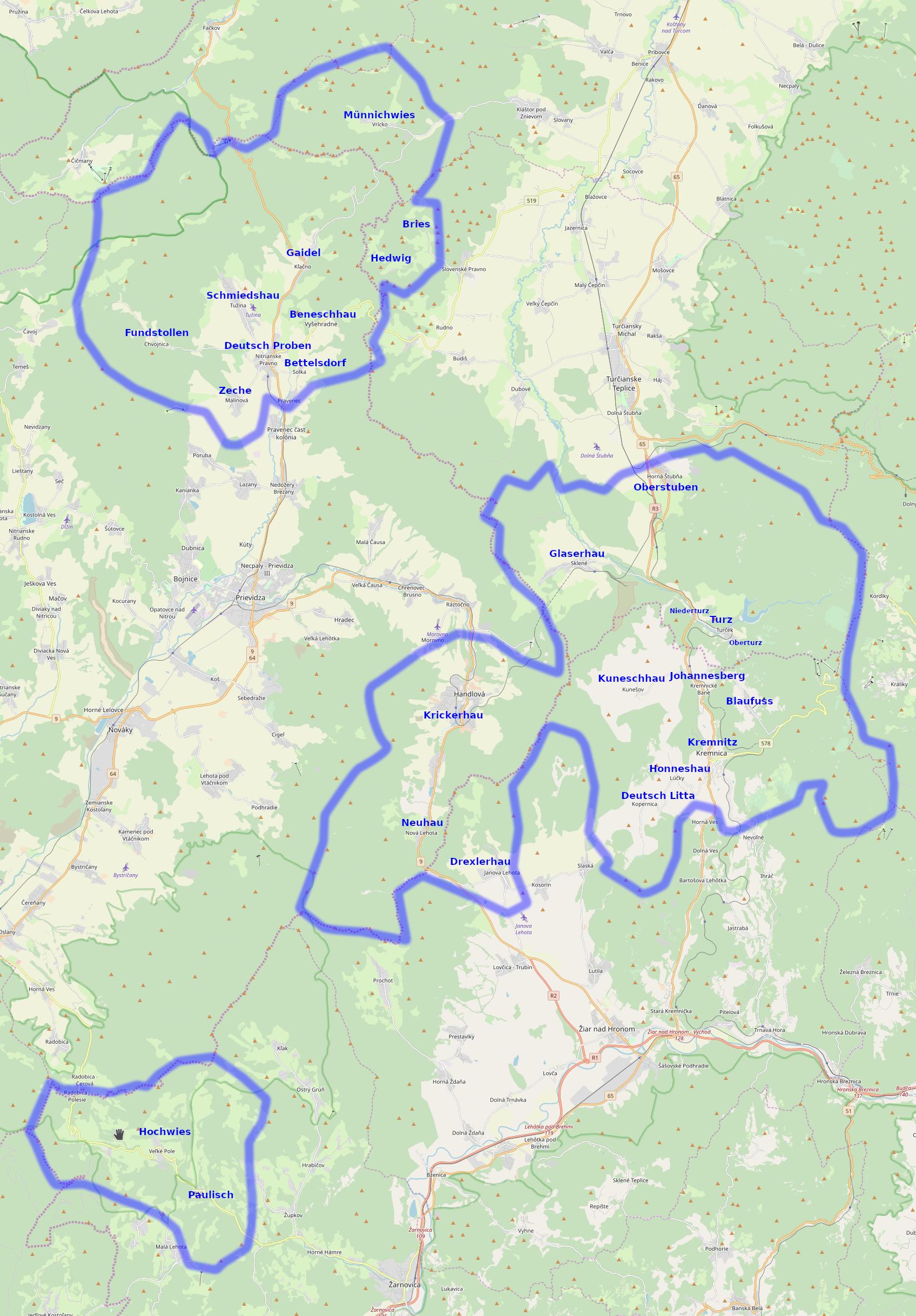
Hauerland

In dem Gebiet gab es 24 Gemeinden, die bis 1945 eine deutsche Bevölkerungsmehrheit hatten:
- Brieštie (Bries)
  - Hadviga (Hedwig)
- Handlová (Krickerhau)
  - Nová Lehota (Neuhau)
- Chvojnica (Fundstollen)
- Horná Štubňa (Oberstuben)
- Janova Lehota (Drexlerhau)
- Kľačno (Gaidel)
- Kopernica (Deutsch Litta)
- Krahule (Blaufuss)
- Kremnica (Kremnitz)
- Kremnické Bane (Johannesberg)
- Kunešov (Kuneschhau)
- Lúčky (Honneshau)
- Malinová (Zeche)
- Nitrianske Pravno (Deutsch Proben)
  - Vyšehradné (Beneschhau)
  - Solka (Bettelsdorf)
- Píla (Paulisch)
- Sklené (Glaserhau)
- Turček (Turz)
- Tužina (Schmiedshau)
- Veľké Pole (Hochwies)
- Vrícko (Münnichwies)